# Charlie Dalin
Charlie Dalin (* 10. Mai 1984 in Le Havre) ist ein französischer Hochseesegler und Schiffbauingenieur. Er belegte den ersten Platz bei der alle vier Jahre stattfindenden Regatta Vendée Globe 2024/25. Mit einer Zeit von 64 Tagen, 19 Stunden, 22 Minuten und 49 Sekunden brach er den bisherigen Rekord. Er legte 27.667,91 Seemeilen (etwa 51.241 Kilometer) mit einem Renndurchschnitt von 17,8 Knoten zurück. Er unterbot die acht Jahre alte Bestmarke von Armel Le Cléac’h um neun Tage, acht Stunden, zwölf Minuten und 57 Sekunden.
Bereits bei der Vendée Globe 2020/21 segelte er als Erster über die Ziellinie. Er wurde dennoch nur Zweiter, weil Yannick Bestaven und andere Teilnehmer für die Beteiligung an der Rettung des havarierten Kevin Escoffier eine Zeitgutschrift bekamen. Dadurch war Dalin in der Gesamtwertung etwa zweieinhalb Stunden hinter dem dann erstplatzierten Bestaven.
Er hat den Abschluss in Schiffbau an der University of Southampton gemacht und wohnte während des Studiums mit Yoann Richomme zusammen.